# Kollwitzplatz
Der Kollwitzplatz in Berlin-Prenzlauer Berg ist eine denkmalgeschützte Grünanlage mit mehreren Kinderspielflächen. Er ist Zentrum eines Gründerzeitviertels, das zu den teuersten Wohnlagen Berlins gehört. Angelegt 1886 als Wörther Platz, wohnte und arbeitete dort von 1891 bis 1940 der Arzt und Politiker Karl Kollwitz, nach dem der Platz 1947 benannt wurde. Mittig auf dem Platz steht seit 1961 ein Denkmal für seine Ehefrau, der Künstlerin Käthe Kollwitz.

## Lage
Eineinhalb Kilometer nördlich des Alexanderplatzes liegt der Kollwitzplatz im Südwesten des Ortsteils Prenzlauer Berg im Bezirk Pankow. Er ist Zentrum des sogenannten Kollwitzkiez’ und wird umschlossen von der Wörther Straße, der Kollwitzstraße und der Knaackstraße, im Norden mündet die Husemannstraße ein, im Südwesten ein alter Wirtschaftsweg namens Judengang. Westlich angrenzend befindet sich der 1827 eröffnete Jüdische Friedhof Schönhauser Allee, wenige Meter östlich die 1904 errichtete größte Synagoge Deutschlands mit Eingang an der Rykestraße. Nordwestlich und nördlich liegen in Bombenlücken aus dem Zweiten Weltkrieg ein größeres begrüntes Areal mit der 1974 erbauten Grundschule am Kollwitzplatz sowie eine kleinere öffentliche Grünfläche, genannt „Schöne Ecke“ an der Wörther Ecke Kollwitzstraße.
Der Kollwitzplatz liegt im historischen Berliner Stadtteil der Rosenthaler Vorstadt. Bis 1947 hieß die angrenzende Kollwitzstraße Weißenburger Straße, die Knaackstraße hieß bis 1952 Tresckowstraße.

## Grünanlage

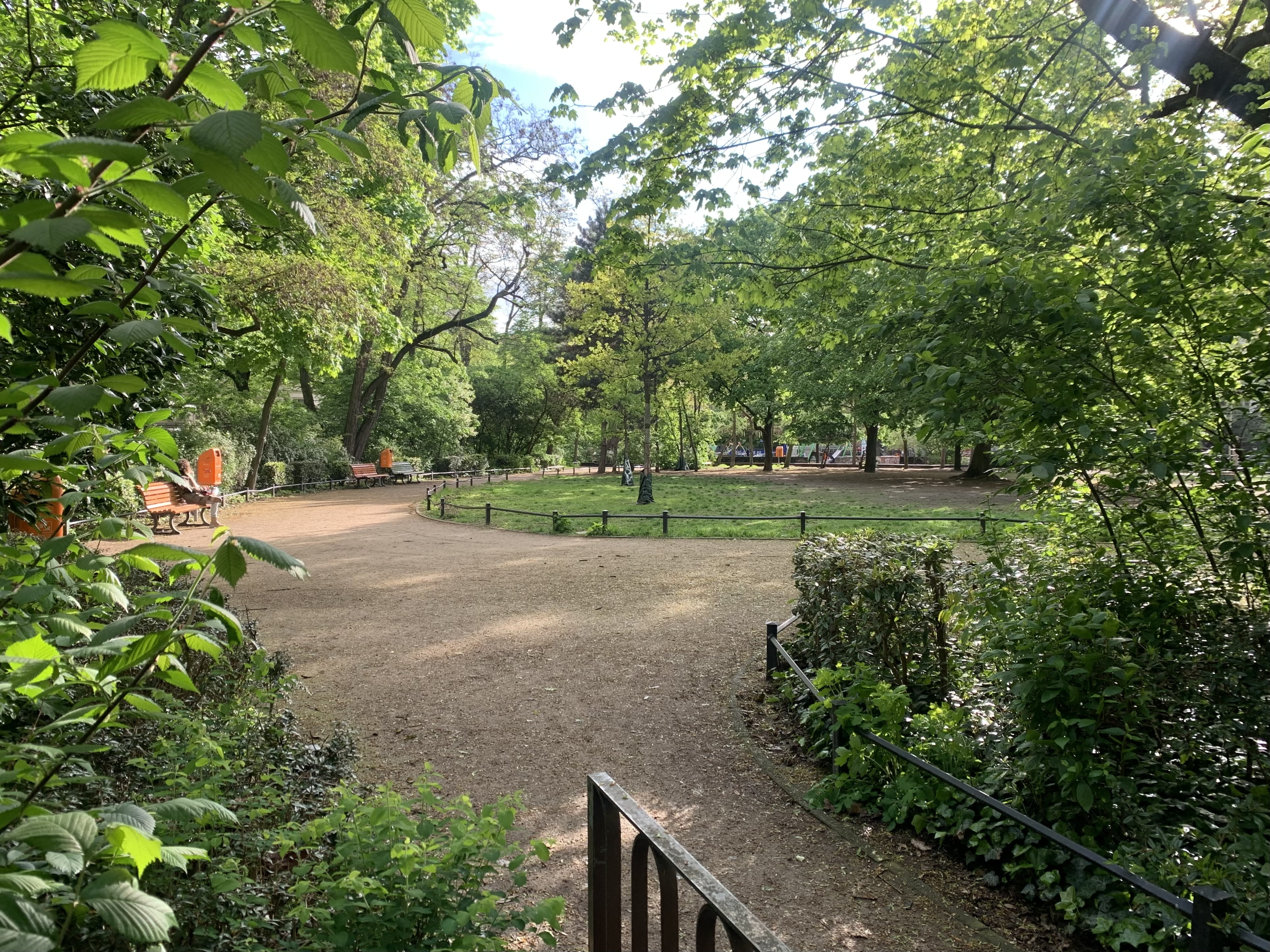
Eingang Knaackstraße, 2024

Auf dem Kollwitzplatz standen 2024 gut achtzig Bäume, darunter verschiedene große Linden, Eichen und Rosskastanien. Zu den auffälligen Baumgruppen gehörten eine Reihe Spitzahorn (Acer platanoides) um den nordöstlichen Spielplatz, eine Gruppe Lärchen (Larix decidua) und Schwarzkiefern (Pinus nigra) in der Mitte des Platzes sowie mehrere ältere Robinien (Robinia pseudoacacia) an der Wörther Straße.
Eingefasst wurde die Grünanlage durch etwa sechzig Bäume teils alten Bestands entlang der umliegenden Straßen, angepflanzt ab den 1930er Jahren. In der Knaack- und Wörther Straße standen zahlreiche Holländische Linden (Tilia intermedia), in der Kollwitzstraße zwei Reihen große Platanen (Platanus acerifolia) von 1938.
Die Form des Platzes ist annähernd dreieckig mit einer Seitenlänge von etwa 120 Metern. Ringsum wurde 1977 ein Zaun mit acht Eingängen angelegt, diese führen zu einem Weg, der eine größere, baumbestandene Wiese umläuft. Entlang der Kollwitzstraße befinden sich seit 1949 mehrere Spielflächen für Kinder, die zuletzt 2025 saniert und erweitert wurden.

## Name
Als das Bezirksamt im November 1945 den Wörther Platz in Käthe-Kollwitz-Platz umbenennen wollte, meldete sich Kollwitz’ Sohn Hans Kollwitz zu Wort. Er bemängelte, dass der Platz keine eigene postalische Adresse habe und somit „eine meiner Mutter zugedachte Ehrung in der Öffentlichkeit kaum in Erscheinung“ trete. Er regte an, stattdessen die Weißenburger Straße nach seiner Mutter und den Platz nach seinem Vater, dem Arzt und Stadtverordneten Karl Kollwitz zu benennen. Das Bezirksamt kam diesem Wunsch nach, am 8. Juli 1947 wurden bei einer Feierstunde vor Ort mit Bürgermeisterin Ella Kay die Straße und der Platz umbenannt:

„Im Namen des Bezirksamts benenne ich die bisherige Weißenburger Straße zum Gedenken an die große Künstlerin und Freundin des Volkes Kollwitzstraße, und dieser Platz heißt von nun an zum Gedächtnis an den großen Menschenfreund, den Arzt Dr. Kollwitz, Kollwitzplatz!“

Karl Kollwitz als Namensgeber wurde in den 1940er Jahren noch vielfach in der Presse rezipiert, er geriet in Vergessenheit, nachdem auf dem Kollwitzplatz 1950 und erneut 1961 Denkmale für seine Frau aufgestellt worden waren. In den folgenden Jahrzehnten verbreitete sich die irrige Annahme, dass der Platz nach Käthe Kollwitz benannt sei:

„Das künstlerische Werk Käthes hat […] die gesundheits- und sozialpolitische Bedeutung von Karl Kollwitz so nachhaltig verdrängt, dass in der einschlägigen Literatur vielfach von „Käthe-Kollwitz-Platz“ gesprochen wird und selbst Stadtlexika [den Platznamen] der Künstlerin zuordnen.“

Neben dem Kollwitzplatz wurde nach Karl Kollwitz auch eine nahegelegene, 1983 eröffnete Poliklinik in der Prenzlauer Allee benannt, 2025 hieß die Einrichtung Gesundheitszentrum Dr. Karl Kollwitz.

## Geschichte 1875–1947: Der Wörther Platz

### 1872: Entstehung der Platzfläche
Zu Zeiten der Separation 1822 verlief quer über die heutige Platzfläche der Büttner’sche Feldweg, gelegen zwischen den Äckern der Großgrundbesitzer Wilhelm Gotthold Büttner und Christian Friedrich Bötzow. Westlich des Feldwegs verkaufte Büttner 1824 ein Stück Land an die Berliner Jüdische Gemeinde, die dort ihren Friedhof an der Schönhauser Allee anlegte, das Friedhofsgrundstück ragte anfangs knapp fünfhundert Quadratmeter in die heutige Platzfläche hinein. Der südliche Teil des Feldwegs am Friedhof wurde später bekannt als Judengang, er wurde nie bebaut und mündet heute durch eine Lücke in der Bebauung in die Südwestseite des Platzes.
In den ersten Bebauungsplänen der Berliner Stadtverwaltung war der Platz zunächst auf einer kleineren Fläche zwischen heutiger Wörther Straße und dem Büttner’schen Feldweg vorgesehen (Platz H, Abt. XII). Dies änderte sich in der Hochkonjunktur der Gründerjahre, als 1872 zwei Aktiengesellschaften fast die gesamte Fläche des heutigen Kollwitzkiez’ erwarben. Der Actienbauverein Königstadt und der Deutsch-Holländische Actien-Bauverein begannen, ein ausgedehntes, repräsentatives Neubauviertel auf den bislang unbebauten Äckern zu errichten. Für eine bessere Verwertung der Grundstücksparzellen ließen sie die heutige Kollwitzstraße um 50 Meter nach Osten versetzen, und es entstand die Platzfläche in ihrer heutigen Größe.
Am 25. Juni 1875 wurde der Platz per Kabinettsordre als Wörther-Platz benannt, nach der Schlacht bei Wörth von 1870 im Deutsch-Französischen Krieg. Auch die umliegenden Straßen bekamen Namen von Kriegsschlachten (Wörther und Weißenburger Straße) oder preußischer Generäle (Tresckowstraße), das Viertel war im späten 19. Jahrhundert bekannt als Generalsviertel.

### 1873–1891: Bebauung der umliegenden Straßen
Als erste Häuser am Platz errichtete der Deutsch-Holländische Actien-Bauverein 1873/74 zwei viergeschossige Wohngebäude an der heutigen Kollwitzstraße 60 und 62. Sie gehörten zu den ersten von insgesamt 24 seriell gebauten, repräsentativen Häusern mit "gehobenen Mittelwohnungen" „für eine vorwiegend großbürgerliche Klientel“, die der Actien-Bauverein im Viertel errichtete. „Bei den aufwendiger gestalteten Fassaden im Umfeld des Wörther Platzes schmückten antikisierende weibliche Gewandfiguren, Karyatiden, die Erker und Balkone.“ Ende der 1870er Jahre war die Bebauung im Osten und Norden des Platzes abgeschlossen.
Die Platzfläche war zunächst zweigeteilt, lag über mehr als ein Jahrzehnt brach und glich bis Mitte der 1880er Jahre „einer Sandwüste mit einer Oase von elenden Bäumen und Sträuchern in der Mitte“. Der südwestliche Platz und Teile der heutigen Knaackstraße lagen damals hinter einem Zaun, dieses Gelände gehörte noch der jüdischen Gemeinde. Bereits zu dieser Zeit spielten auf dem Platz zahlreiche Kinder:

„Der freiliegende Theil besteht aus ziemlich hartem Lehmboden, […] und ist mit einer ganzen Anzahl von Akazienbäumen und einzelnen Zitterpappeln bestanden. […] Der Platz wird von der Bevölkerung nach besten Kräften ausgenutzt. Ich habe dort eine große Anzahl von Frauen und Kindermädchen und vielleicht hundert Kinder gefunden, welche sich auf dem freien Theil recht schön vergnügten. 
Der andere Theil, der eingefriedigt ist, [gewährt] ein übles Aussehen, weil der Zaun sehr alt und nicht überall 
reinlich gehalten ist. Dieser Theil gehört zu dem Begräbnißplatz der jüdischen Gemeinde, ist aber zum Glück nicht mit Leichen belegt, so daß der Erwerb keine Schwierigkeiten macht.“

Nach dem Ankauf des Grundstücks legte die Stadt Berlin die heutige Knaackstraße am Platz an und ließ sie 1887 pflastern. Auf dem angrenzenden, schmalen Geländestreifen am Judengang wurde 1891 das letzte Haus am Platz errichtet, die heutige Knaackstraße 43/45. Das Gebäude des Architekten Hugo M. Maass hat eine teils äußerst geringe Bautiefe von nur etwa drei Metern, 2025 war es als Baudenkmal gelistet.

### 1886: Anlage des Schmuckplatzes
Verzögert sowohl durch fehlende Kanalisation als auch durch langwierige Verhandlungen mit den vier Voreigentümern begann die Berliner Parkverwaltung unter Direktor Hermann Mächtig erst 1886 mit der Herstellung des Wörther Platzes als Schmuckplatz. Die dreiseitige Anlage bekam ein symmetrisch gegliedertes Wegenetz mit einem größeren Rundbeet in der Platzmitte. Der erste Bepflanzungsplan wies gut zweitausend Quadratmeter Rasenfläche, eintausend neue Sträucher und gut sechzig Baumpflanzungen aus. 1889 wurde die angrenzende Weißenburger Straße erstmals mit zwei Baumreihen bepflanzt, vermutlich mit Linden, diese wurden um 1938 durch Platanen ersetzt.
1899 stellte die Stadtverwaltung im Nordosten des Platzes einen größeren Springbrunnen auf, der zuvor auf dem Alexanderplatz gestanden hatte. Dort war am alten Ort, unweit des heutigen Brunnens der Völkerfreundschaft, 1895 eine Berolina errichtet worden. Auf dem Wörther Platz stand der Springbrunnen – ein Etagenbrunnen mit rundem, bepflanzten Wasserbecken – bis zum Ende des Zweiten Weltkriegs. Bereits 1876 hatte die Stadtverwaltung an der östlichen Platzseite einen öffentlichen Straßenbrunnen installiert.

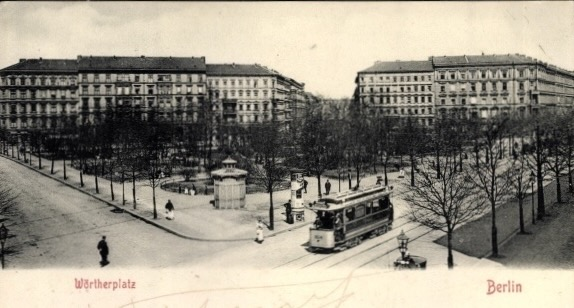
Südecke, um 1900

1891 zogen Käthe und Karl Kollwitz in die Weißenburger Straße 25 im Süden des Platzes. Im Jahr darauf wurde Sohn Hans Kollwitz geboren, er nannte das Gebäude später „nicht besonders schön“:

„Es war kein besonderes Haus, nur dass es ein Eckhaus war, und dass es gegenüber dem Wörther Platz mit seinen allmählich ganz ansehnlich gewordenen Anlagen und Bäumen und Büschen lag, ein Mietshaus, wie tausende […].“

Die Familie Kollwitz lebte dort in zwei, zeitweilig drei übereinander liegenden Vier-Zimmer-Wohnungen mit Eckbalkon und Blick auf den Platz und den nahen Wasserturm. In den Räumen hatten die Eltern Kollwitz auch die Arztpraxis und das Atelier untergebracht.

### Zweiter Weltkrieg
Fünf der insgesamt elf Eckhäuser rund um den Platz wurden im Zweiten Weltkrieg durch Bomben zerstört, vier weitere Häuser schwer beschädigt. Am 1. März 1943 schlug eine Brandbombe im Dachstuhl der Weißenburger Straße 27 ein (heute Kollwitzstraße 62). Schwer getroffen wurde der Platz am 22. und 23. November 1943 bei einem der größten Luftangriffe des britischen RAF Bomber Command: „Zahlreiche Sprengbomben und grosse Massen von Brandbomben verursachten beträchtliche Schäden“ an der westlichen Wörther Straße. Ein Flächenbrand zerstörte fast den gesamten Häuserblock direkt nordwestlich des Platzes, samt der dortigen Markthalle XIII. Auch das Wohnhaus der Familie Kollwitz an der Südseite des Platzes in der Weißenburger Straße 25 (spätere Kollwitzstraße 56a/58) wurde am 23. November 1943 getroffen und zerstört.

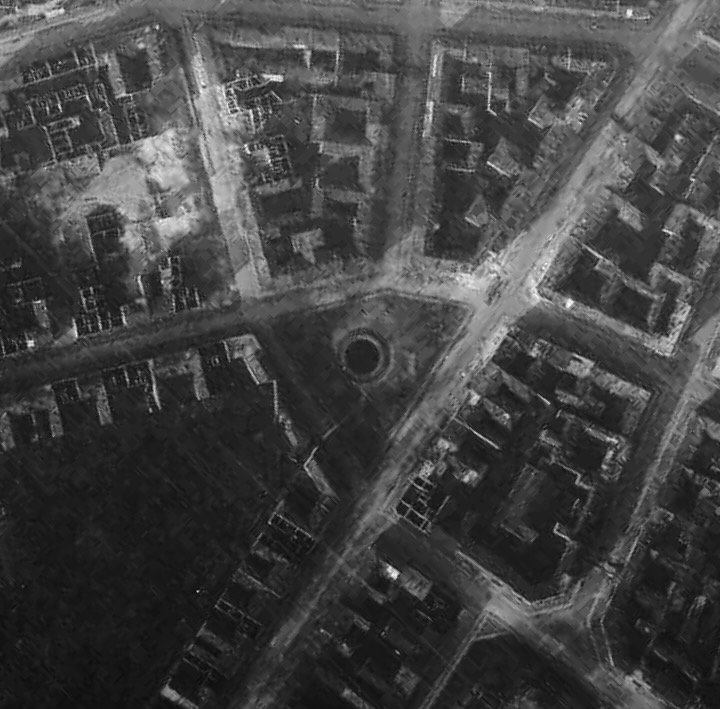
Wörther Platz, 15. März 1945

„Auf dem Kollwitzplatz ist im Krieg ein großer Löschteich gewesen. Ein runder, tiefer Löschteich voll Wasser. […] Genauso wie in der Tresckowstraße, wo so ein Teich auch stand. Das war ein Wasserbecken, 20 Meter, 25 Meter lang, 8 Meter breit, auf der Fahrbahn […] Wenn es nun durch Bombenschäden gebrannt hat, wurde da das Wasser entnommen. Im Sommer haben wir immer in den Dingern gebadet.“

Bei einem alliierten Luftangriff am 24. Februar 1945 schlugen mehrere Luftminen und Sprengbomben an der Ostseite des Platzes ein. Eine detonierte mitten auf der Kreuzung der heutigen Kollwitz- / Wörther Straße, eine weitere zerstörte die Wörther Straße 34 (heutige Häuserlücke an der „Schönen Ecke“). Auch das Eckhaus an der heutigen Knaackstraße / Kollwitzstraße 59 wurde bei diesem Angriff schwer beschädigt, zwei weitere Brandbomben schlugen in den Häusern Wörther Straße 36 und 38 an der Nordseite des Platzes ein. Kurz vor dem Ende der Schlacht um Berlin veranstaltete die Rote Armee am 1. Mai 1945 auf dem Wörther Platz eine Siegesfeier.
Für fünf Menschen, die aus ihren Wohnungen am Kollwitzplatz von den Nationalsozialisten deportiert und ermordet wurden, waren 2025 Gedenksteine im Straßenpflaster verlegt.

## Geschichte ab 1947: Der Kollwitzplatz

### Umbenennung und Neugestaltung
Zwei Jahre nach Kriegsende wurde der Platz am 8. Juli 1947 nach dem Arzt und Parlamentarier Karl Kollwitz benannt, der fast fünf Jahrzehnte lang eine Wohnung und Praxis direkt am Platz unterhalten hatte. Gleichzeitig umgetauft wurde auch die Weißenburger Straße südöstlich des Platzes, diese bekam den Namen seiner berühmten Ehefrau, der Bildenden Künstlerin Käthe Kollwitz.
In der frühen Nachkriegszeit bis 1949 gab es auf dem Kollwitzplatz mehrere Aufmärsche und größere Demonstrationen, im Mai 1948 hielt dort der spätere DDR-Ministerpräsident Otto Grotewohl eine politische Rede, Anwohner beschrieben den Platz als „Rummelplatz.“ 1949 wurden einige im Krieg errichtete Unterstände entfernt und der Platz aufgeräumt. Nach Plänen des Landschaftsarchitekten Reinhold Lingner wurde der Kollwitzplatz im gleichen Jahr umgestaltet und neu begrünt, seitdem befindet sich am alten Standort des Springbrunnens in der Nordostecke ein Kinderspielplatz, eingefriedet von einer niedrigen, massiven Steinmauer.
Im Sommer 1953 schlug die Sowjetarmee für mehrere Wochen ein Feldlager auf dem Kollwitzplatz auf, die Soldaten waren zur Niederschlagung des Volksaufstands vom 17. Juni 1953 dort stationiert. Um den Platz standen zahlreiche Panzer.

### Denkmal für Käthe Kollwitz
Am Ort des heutigen Denkmals wurde im Juli 1950 zunächst die Replik einer von Käthe Kollwitz geschaffenen Plastik aufgestellt, es handelte sich um eine Muschelkalk-Ausführung der Mutter mit zwei Kindern. Anfang der 1960er Jahre wurde die Skulptur umgesetzt und auf dem nahen Grundstück der Kollwitzstraße 56a aufgestellt, dem Ort des kriegszerstörten Wohnhauses der Familie Kollwitz. 1997 gab es einen erneuten Ortswechsel, seitdem steht die Skulptur vor dem Bezirksamt Prenzlauer Berg in der Fröbelstraße.
Das heutige Käthe-Kollwitz-Denkmal wurde 1961 enthüllt. Die Bronzeplastik von Gustav Seitz steht auf einem großen Sockel aus Muschelkalk und war seit ihrer Aufstellung für Generationen von Kindern ein beliebtes Kletterobjekt.
1977 ließ das Gartenamt den Platz umgestalten, die Spielfläche entlang der Kollwitzstraße wurde dabei vergrößert, neue Sitzgruppen und erstmals auch Tischtennisplatten aufgestellt. Am Kollwitz-Denkmal wurden eine Gruppe Lärchenbäume (Larix decidua) gesetzt, um das Denkmal wurden neue Bodenplatten verlegt und niedrige Einfassungsmauern angelegt.

### Um 1990

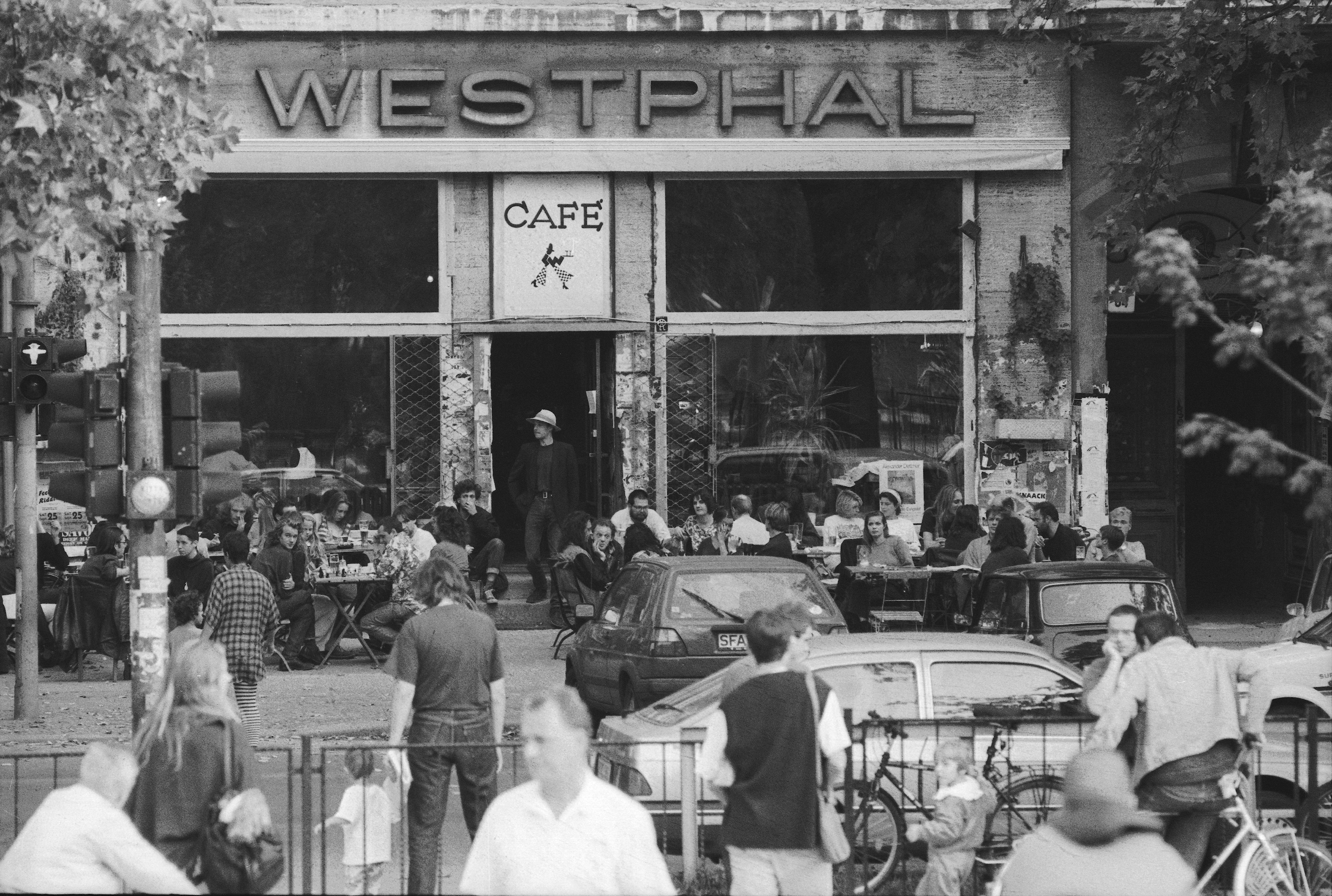
Café Westphal, 1993

Fast alle Häuser am Platz waren in der DDR enteignet, in Volkseigentum überführt oder kommunal verwaltet. Mit fortschreitendem Verfall standen viele Wohnungen leer, vor allem in den Seitenflügeln. Zur 750-Jahr-Feier Berlins wurden 1986/87 einige Häuser an der Wörther und der einmündenden Husemannstraße saniert und im Eckhaus Husemannstraße 1 die Restauration 1900 eingerichtet. Es war zu DDR-Zeiten das einzige Lokal am Platz und blieb bis 2017 in Betrieb. Nach dem Mauerfall war im Februar 1990 das Haus Kollwitzstraße 64 kurzzeitig besetzt, das Café Westphal im Vorderhaus bekam bald einen Mietvertrag und war damit eines der ersten legalen und selbstverwalteten Lokale in Prenzlauer Berg.
Am 2. Oktober 1990, dem letzten Abend der DDR, versammelten sich auf dem Platz mehrere Tausend Menschen, darunter auch der Politiker Gregor Gysi, eingeladen war auch Rio Reiser. Unter dem Fenster von Anwohner Wolfgang Thierse, der die Aktion begrüßte, riefen Demonstranten kurz vor Mitternacht die Autonome Republik Utopia aus, eine Mikronation, die für wenige Minuten bis zur deutschen Wiedervereinigung am 3. Oktober bestand.
Der Ort des kriegszerstörten Hauses der Familie Kollwitz wurde mit zwei Gebäuden bebaut: 1996 errichtete die kommunale Wohnungsbaugesellschaft WIP mit dem Eckhaus Kollwitzstraße 56a einen kleinen Sozialbau. Dieser ergänzt einen bereits 1958 in der Bombenlücke gebautes Wohnhaus, ehemals Kollwitzstraße 58. In den großen Häuserlücken an der nördlichen Ecke zur Wörther Straße errichtete der Architekt Alfred Grazioli 1996 ein großes Wohn- und Geschäftshaus an der Kollwitzstraße 70, gegenüber folgte 1999 ein weiteres siebengeschossiges Gebäude. Bereits 1997 wurden am Kollwitzplatz Neubaumieten von bis zu 35 Mark (heute etwa 29 Euro) pro Quadratmeter verlangt. 2023 gehörte das Viertel zu den teuersten Wohnlagen Berlins.

## Persönlichkeiten
- Adolf Streckfuß (1823–1895), Schriftsteller, wohnte ab 1886 in der Weißenburger Straße 28, heute Kollwitzstraße 64.
- Das Ehepaar Karl Kollwitz (1863–1940), Arzt und Politiker, und Käthe Kollwitz (1867–1945), Bildende Künstlerin, lebte von 1891 bis 1943 im Eckhaus Weißenburger Straße 25, heute Kollwitzstraße 56a Ecke Knaackstraße.
- Horst Sturm (1923–2015), Fotojournalist, wohnte in der Wörther Straße 37.
- Ingeborg Flierl (* 1926), Kunstweberin, lebte von 1956 bis 1961 in einer Atelierwohnung im Dachgeschoss der Knaackstraße 45.[49]
- Harald Metzkes (* 1929), Maler, lebte von 1960 bis 1992 in einer Atelierwohnung in der Kollwitzstraße 59 mit Blick auf den Kollwitzplatz.
- Gerd Poppe (1941–2025), Bürgerrechtler und Politiker, und Ulrike Poppe (* 1953), Bürgerrechtlerin, wohnten ab 1990 in der Kollwitzstraße 66.
- Wolfgang Thierse (* 1943), Kulturwissenschaftler, Politiker und ehemaliger Präsident des Deutschen Bundestages, hat eine Wohnung am Kollwitzplatz.
- Dieter Krause (* 1947), Journalist, wuchs in der Kollwitzstraße 66 auf.
- Marianne Birthler (* 1948), ehemalige Bundesbeauftragte für die Stasi-Unterlagen, wohnte in den 1990er und 2000er Jahren in der Kollwitzstraße 66.
- Ludwig Mehlhorn (1959–2011), Bürgerrechtler und Mathematiker, wohnte in den 1980er Jahren im damaligen Eckhaus Knaackstraße 34.
- Thomas Krüger (* 1959), DDR-Bürgerrechtler, Berliner Senator und Präsident der Bundeszentrale für politische Bildung, wohnte um 1990 in der Kollwitzstraße 60.[50]

## Wissenswertes

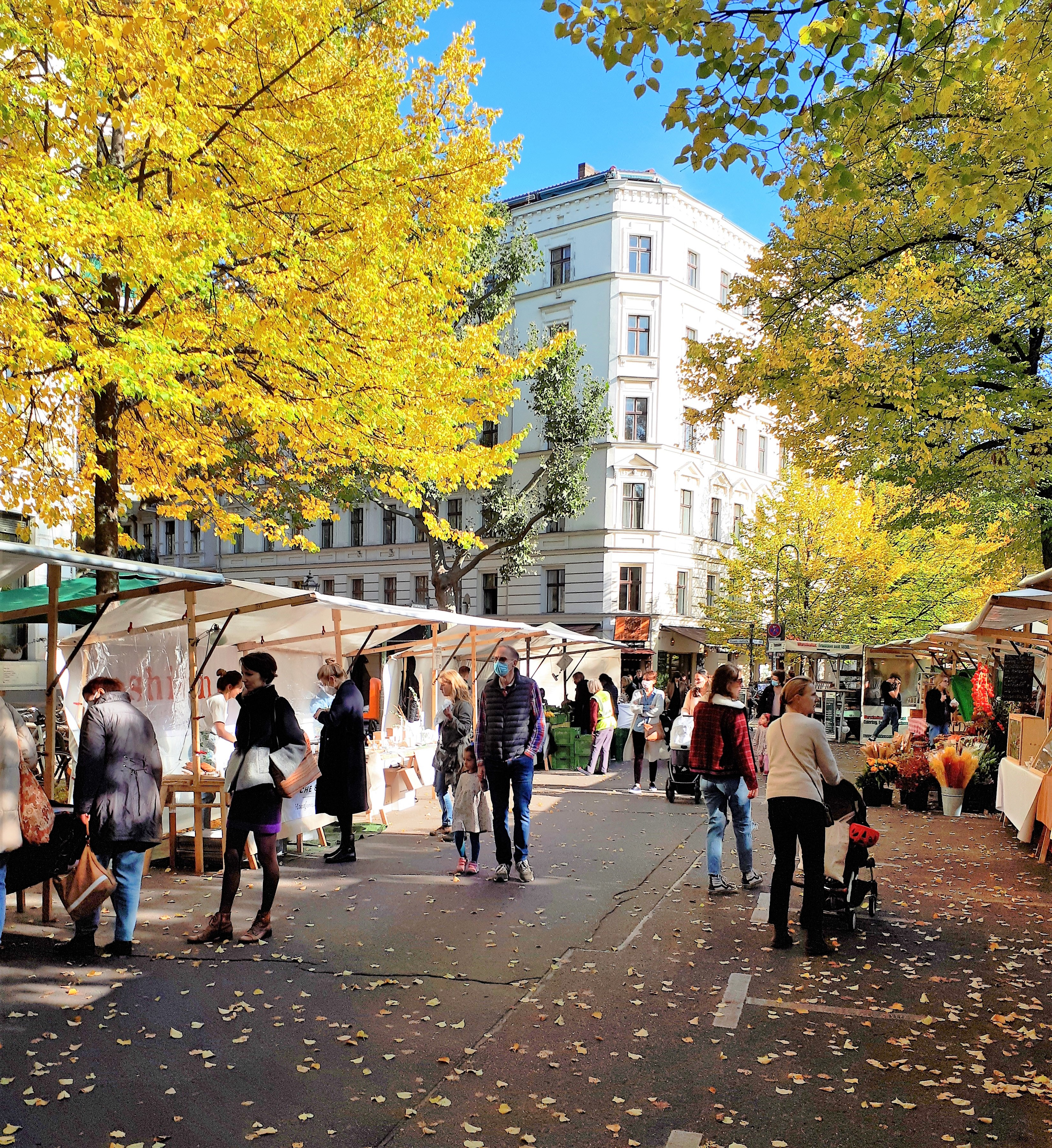
Ökomarkt, 2020

- In den 1850er Jahren wurde am heutigen Kollwitzplatz ein mittelalterliches, bronzenes Grapen-Fragment ausgegraben.[51]
- Seit etwa 1900 standen um den Platz Litfaßsäulen, zwei sind erhalten und denkmalgeschützt.[52] Die Säule an der Wörther Ecke Kollwitzstraße wurde 1987 mit einer neuen, verzierten Haube versehen.
- In Deutschland gibt es seit 1953 einen Käthe-Kollwitz-Platz am nördlichen Stadtrand Dresdens im Stadtteil Klotzsche. Weitere Käthe-Kollwitz-Plätze liegen u. a. in Hermsdorf, Sollstedt und Wolfenbüttel.
- Am 31. Juli 1990 veranstaltete der Komponist John Cage das Happening Musicircus auf dem Kollwitzplatz.[53]
- Um den Platz gibt es mehrere Wochenmärkte. Seit 2000 organisiert die Grüne Liga jeden Donnerstag einen Ökomarkt mit biologischen Lebensmitteln, der zuletzt auf der Wörther Straße stattfand. Seit 2012 gibt es samstags einen größeren Wochenmarkt auf der Kollwitzstraße.

### Belletristik
- Dieter Krause: Kollwitz 66. Berliner Kindheit in den fünfziger Jahren. Schöffling & Co., Frankfurt am Main 2017. ISBN 978-3-89561-102-5 (Autobiographie)
- OL (Olaf Schwarzbach): Die Mütter vom Kollwitzplatz. Mit einem Kommentar von Annett Gröschner. Lappan Verlag, Oldenburg 2013, ISBN 978-3-8303-3328-9. (Sammlung von Karikaturen aus der Berliner Zeitung ab 1997)

### Dokumentarfilme
- Die Kollwitz und ihre Kinder. Dokumentarfilm der Hochschule für Film und Fernsehen von Christa Mühl. DDR 1971, 10 Minuten. (Spielende Kinder am Denkmal)
- In Sachen H. und acht anderer. DEFA-Dokumentarfilm von Richard Cohn-Vossen, DDR 1972, 29 Minuten.
- Kollwitzplatz Berlin. DEFA-Dokumentarfilm von Inge Dochow u. a., mit Horst Sturm. DDR 1986, 18 Minuten. (darin: Rekonstruktionen zur 750-Jahr-Feier Berlins)

### Bildende Kunst
- Ingeborg Flierl (* 1926)
  - Rentner auf dem Kollwitzplatz (1956), Lithografie, 30 × 42 cm
  - Klettergerüst am Kollwitzplatz (1958), Lithografie, 30 × 43 cm
  - Kartenspieler am Kollwitzplatz (1959), Lithografie, 40 × 36 cm

- Hans-Otto Schmidt (1945–2025)
  - Kollwitzplatz (1973). Öl auf Leinwand, 300 × 350 cm